# Chakasi

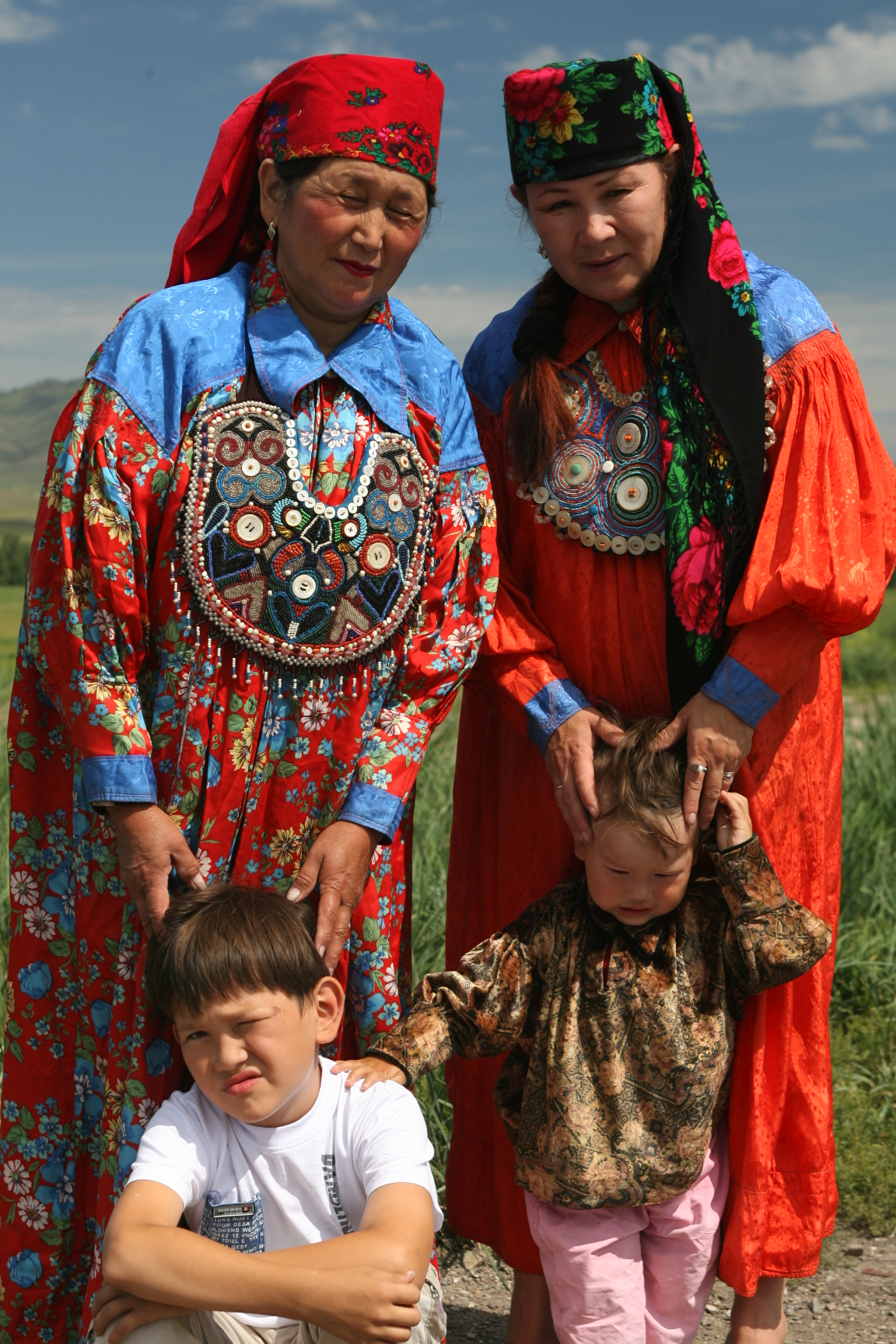
Kobiety chakaskie z dziećmi

Chakasi (nazwa własna: тадар tadar lub хоорай chooraj) – jeden z ludów turkijskich, zamieszkujący południową Syberię, głównie Chakasję i obwód kemerowski, o liczebności około 75 tysięcy (wg spisu powszechnego z 2002 r.).
Używają języka chakaskiego (z grupy turkijskiej), w ostatnich latach coraz częściej wypieranego przez rosyjski. Zajmują się hodowlą owiec, kóz, bydła i koni, rzadziej uprawą ziemi i myślistwem. Niegdyś wyznawali szamanizm, a od XIX wieku ich religią jest głównie prawosławie. Zostali podporządkowani Rosji w XVIII wieku.